# Световая фаза
Световая фаза — этап фотосинтеза, в течение которого за счёт энергии Солнца образуются богатые энергией соединения АТФ и молекулы — носители энергии.
Осуществляется  на внутренних мембранах хлоропластов, на которых располагаются молекулы хлорофилла. Хлорофилл поглощает энергию солнечного света, которая затем используется при синтезе молекул АТФ из АДФ и фосфорной кислоты, а также способствуют расщеплению молекул воды: 2H2O = 4H+ + 4e- + O2. Кислород, образующийся при расщеплении выделяется в окружающую среду в свободной форме.
Под влиянием энергии солнечного света молекула хлорофилла возбуждается, в результате чего один из её электронов переходит на более высокий энергетический уровень. Этот электрон, проходя по цепи переносчиков (белков мембраны хлоропласта), отдаёт избыточную энергию на окислительно-восстановительные реакции (синтез молекул АТФ).
Молекулы хлорофилла, потерявшие электроны, присоединяют электроны, образующиеся при расщеплении молекулы воды.
Под действием света электрон в реакционном центре переходит в возбуждённое состояние «перескакивая» на высокий энергетический уровень молекулы хлорофилла. Часть электронов, захваченных ферментами способствует образованию АТФ путём присоединения остатка фосфорной кислоты и АДФ. Другая часть электронов принимает участие в разложении воды на молекулярный кислород, ионы водорода и электроны.
Образовавшийся водород с помощью электронов присоединяется к веществу, способному транспортировать водород в пределах хлоропласта.